# Lorenz Van de Wynkele
Lorenz Van de Wynkele, né le 19 août 2001 à La Pinte, est un coureur cycliste belge.

## Biographie
Durant sa jeunesse, Lorenz Van de Wynkele a pratiqué le tennis ainsi que le judo. Son choix se porte toutefois vers le cyclisme, alors qu'il est âgé de quinze ou seize ans. Chez les juniors, il évolue au sein des clubs Isorex puis Van Moer Logistics. Il intègre ensuite la formation Vetrapo en 2020. En parallèle de sa carrière sportive, il a suivi des études dans le domaine de l'immobilier,. 
En 2021, il rejoint la structure Home Solution-Soenens. Bon puncheur, il s'impose à trois reprises dans des épreuves régionales. Il termine également deuxième de la Ronde du Lionnais, ou encore quatrième du Tour du Pays de Montbéliard. L'année suivante, sa formation Home Solution-Soenens devient une équipe continentale, grâce à un nouveau partenariat. Son début de saison est perturbé par une blessure au genou. 
En 2023, il est incorporé dans la réserve de l'équipe Lotto Dstny. Ce transfert lui offre la possibilité de participer à davantage de courses professionnelles. Principalement équipier, il parvient à terminer treizième du Championnat des Flandres, au milieu de plusieurs coureurs du World Tour. Il finit aussi sixième du Tour de Namur, septième d'une étape du Tour Alsace ou neuvième du Triptyque ardennais.  
Malgré ses accessits, il ne parvient pas à décrocher un contrat professionnel pour la saison 2024. Lorenz Van de Wynkele poursuit néanmoins la compétition dans la réserve de Lotto Dstny. Pour son dernier exercice chez les espoirs, il effectue sa reprise au Tour du Rwanda, où il se classe deuxième d'une étape. Peu de temps après, il remplit son rôle d'équipier auprès de ses leaders Alec Segaert et Jarne Van de Paar, qui remportent respectivement le Grand Prix Criquielion et le Grand Prix Jean-Pierre Monseré. Il conclut par ailleurs la Nokere Koerse à une honorable dix-huitième place. Le 20 mars, il termine deuxième de l'étape inaugurale de l'Olympia's Tour,. Il se distingue ensuite durant le mois d'avril en gagnant la première étape du Tour du Loir-et-Cher.

## Palmarès et résultats

### Palmarès par année
- 2021
  - 2e de la Ronde du Lionnais
- 2022
  - 2e de l'Omloop der Zeven Heuvelen
  - 3e de la Coppa Zappi
- 2023
  - 2e du championnat de Belgique du contre-la-montre par équipes
- 2024
  - 1re étape du Tour du Loir-et-Cher

### Classements mondiaux
| Année                                 | 2021  | 2022  | 2023  | 2024  |
| ------------------------------------- | ----- | ----- | ----- | ----- |
| Classement mondial                    | 1607e | 1440e | 2096e | 1505e |
| UCI Europe Tour                       | 1134e | 979e  | 1318e | nc    |
|                                       |       |       |       |       |
| Légende : nc = non classéSource : UCI |       |       |       |       |